# Palmeira (Cabo Verde)
Palmeira es una villa caboverdiana del municipio de Sal.

## Geografía
La villa está situada en la isla de Sal.

## Organización territorial
La villa abarca los lugares y barrios de:
- Fonte Riba
- Jardim
- Palmeira